# Sven runristare

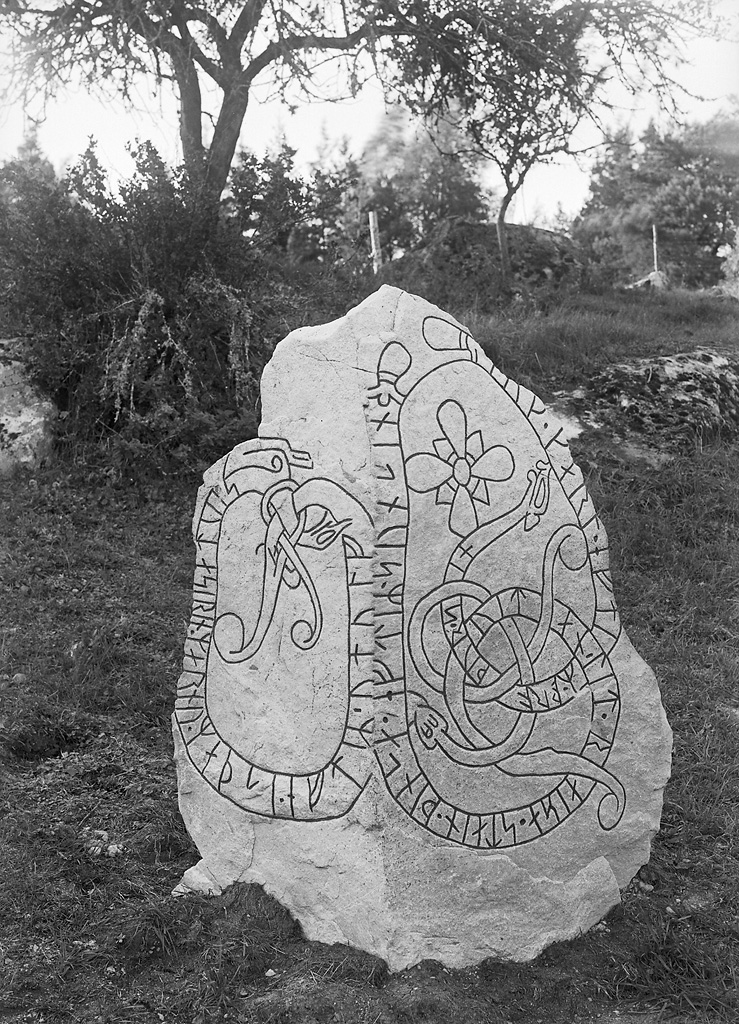
Runsten U 321 i Skalmsta.

Sven runristare är namnet på flera svenska runristare verksamma på 1000-talet.
- Sven 1 var en runristare som ristade en sten U 382 i Sigtuna som numera förvaras vid Statens historiska museum. Han har även ristat stenar U 321 i Skalmsta i Skånela socken och U 247 i Lilla Mällösa i Vallentuna socken. Stenarna visar inte några karakteristiska likheter i ornamentiken men kan sammanföras på grund av språkliga egenheter. Till samma runristare hör möjligen en runsten U 377 i Velamby i Vidbo socken och det är inte uteslutet att han är upphovsman till ytterligare ristningar signerade Sven men dessa har man inte kunnat skilja åt genom språk eller stil.

- Sven 2 var en runristare som signerade en föga märklig runsten U 284 i Torsåker i Hammarby socken, Uppland. Texten på runstenen har ovanligt omständlig språklig formulering. Det går med runstenens utformning inte att anta att han har utfört flera runstenar i trakten.

Stille anför följande 35 inskrifter som verk av Sven: U 102, U 114, U 116, U 206 †, U 211, U 239, U 244, U 246, U 247, U 248, U 249, U 251, U 253, U 270, U 277, U 280, U 284, U 294, U 295, U 304, U 305, U 306, U 313, U 317 †, U 318, U 319, U 320 †, U 321, U 373, U 604, U 983, U THS10;58, U Fv1959;188, U Fv1971;209, U Fv1986;84 och U Fv1993;233.
- Sven 3 var en runristare verksam under slutet av 1000-talet. Han har efterlämnat en i Kårsta kyrka bevarad runsten U 505 och har förmodligen ristat ett par likartade stenar i Vidbo socken (U 376 och U 378). Signaturen på en av de sistnämnda har emellertid tolkats till Sten av Erik Brate, men då den andra runan är skadad kan namnet likaväl vara Sven. Han var troligen samtida med Öpir och har arbetat i en med Öpir närbesläktad stil men med en bättre stilisering och symmetri. Runslingorna är smala och övergår i en kringellik flätning som fyller ut mittpartiet på stenarna. Ytterligare runstenar signerade med Sven är kända och det är inte uteslutet att han utfört några av dem men olikheter i språk och ornamentik gör det dock troligt att dessa bör attribueras till andra runristare vid samma tidsperiod.

- Sven 4 var en runristare som ristade och signerade en runsten U 45 i Törnby, Skå socken och en annan U 913 i Brunnby i Börje socken, Uppland. Bland andra runstenar signerade med Sven skiljer sig runstenen i Brunnby fån de övriga genom olikheter i språket medan ornamentiken visar en överensstämmelse med en runsten U 377 i Velamby, Vidbo socken i Uppland.
- Sven 5 var en runristare verksam under 1000-talets andra fjärdedel. Tillsammans med Åsmund Kåreson utförde han ett flertal ristningar på stenar Gs 13 i Söderby och U 1149 i Fleräng i Valbo socken i Gästrikland. Av en del andra kända ristningar signerade Sven kan möjligen flera vara utförda av denna runristare, men på grund av olikheter i de språkliga och bildmässiga uttrycksmedlen har man kunnat urskilja olika ristarpersonligheter.
- På Öland fanns också runristaren Sven, han signerade Öl 39, och Öl 40 är attribuerad till honom.